# Ebenezer Ako-Adjei
Ebenezer Ako-Adjei (* 16. Juni 1916 in Adjeikrom, Goldküste; † 14. Januar 2002 in Accra, Ghana) war zu seinen Lebzeiten einer der bekanntesten Politiker, Rechtsanwälte, Verleger und Journalisten Ghanas. Er hat sich besonders im Kampf um die Unabhängigkeit des Landes und die Staatsgründung hervorgetan. Unter anderem war er Gründungsmitglied der ersten Partei Ghanas, das zur damaligen Zeit noch die Kolonie Goldküste war. Nach seinem Tod wurde Ako-Adjei bei einem Staatsbegräbnis bestattet.

## Geburt, Kindheit, Jugend
Ebenezer Ako-Adjei wurde in dem kleinen Dorf Adjeikrom, das heute in der Benkum Division in der Eastern Region Ghanas liegt, geboren. Sein Geburtsort soll nach dem Vater von Ako-Adjei, dem Landwirt Samuel Adjei, benannt sein, der diesen Ort gegründet haben soll. Seine Mutter war Mrs. Johanna Okailey Adjei. Beide Eltern stammten aus La, dem heutigen Labadi, einem Küstenort in der Nähe von Accra.
In seiner Jugend war er Gründungsmitglied des Chors der Presbyterianischen Kirche in La unter der Leitung von S. Trebi Laryea.

## Ausbildung
Dr. Ako-Adjei besuchte die Grundschule in Bosuso in Akyem Abuakwa (Presbyterian Primary School) und später die Junior und Senior School in La, dem heutigen Labardi.
Nachdem Ako-Adjei seine Ausbildung an der Senior Secondary School beendet hatte, machte er im Jahr 1933 seinen Abschluss an der Accra Academy. Im Dezember 1934 erhielt er von der Universität in Cambridge, Großbritannien das Junior Certificate Examination, daran schloss sich im Dezember 1936 das Senior School Certificate der Universität Cambridge an.
Aus freien Stücken trat er 1938 in den Civil Service of the Gold Coast (Staatsdienst) als Angestellter (Second Division Clerk) im Büro des Verwaltungsvorsitzenden der Kolonie (Colonial Secretary) in Accra ein. Diese Stellung gab er jedoch nach kurzer Zeit auf und ging zur weiteren Bildung in die Vereinigten Staaten.
Zwischen 1939 und 1942 studierte Ako-Adjei Wirtschaftswissenschaften an der Lincoln-Universität (Pennsylvania) und schloss diese im Jahr 1942 erfolgreich ab. Bereits früh an der Lincoln-Universität traf Ako-Adjei auf den späteren ersten Präsidenten Ghanas Kwame Nkrumah, mit dem er sich anfreundete.
Sein Studium an der Lincoln-Universität schloss Ako-Adjei mit dem Bachelor of Arts (B.A.) in Wirtschaftswissenschaft, Politikwissenschaft und Soziologie im Juni 1942 ab.
In der Zeit mit Nkrumah an der Universität mitbegründete Ako-Adjei die African Student Association of America and Canada. Ferner gründete er die Zeitung African Interpreter um afrikanische Angelegenheiten den Lesern in Amerika näher zu bringen.
Zwischen September 1942 und Juni 1943 studierte er an der Columbia-Universität das Fach Journalismus, das er an der Graduate School of Journalism mit dem Master abschloss.

## Kampf für Ghanas Unabhängigkeit
Bereits 1945 nahm Dr. Ako Adjei als Anhänger der Pan-Afrikanischen Bewegung an einer Konferenz in Manchester teil, an der auch Kwame Nkrumah und Jomo Kenyatta, der erste Präsident Kenias, teilgenommen hatten.
Im Jahr 1947 wurde Ako-Adjei mit drei weiteren Anwälten in die Anwaltskammer aufgenommen. Als Anwalt war Ako-Adjei auch nach seiner Rückkehr nach Ghana zunächst neben seiner politischen Laufbahn tätig.
Ako-Adjei wurde Gründungsmitglied der ersten Partei Ghanas, das zum damaligen Zeitpunkt noch die Kronkolonie Goldküste war, der United Gold Coast Convention UGCC. Die UGCC wurde am 4. August 1947 in Saltpond gegründet.
Als ihm im Jahr 1947 der Vorsitz (General Secretary) der Partei United Gold Coast Convention (UGCC) in Ghana angeboten wurde, lehnte er diese Stellung zugunsten seines Freunden Nkrumah ab. Er schlug der UGCC vor, seinen Freund Nkrumah aus London nach Ghana zurückzuholen und ihm diesen Posten anzubieten. Ako-Adjei selbst machte sich bei seinem Freund Nkrumah für den Posten stark.
Als Anwalt war Dr. Ako Adjei für die Vereinigung der ehemaligen Angehörigen der Sicherheitsdienste(Gold Coast Ex-service Men's Union) tätig. In dieser Funktion bereitete er die Petition vor, die von der Vereinigung dem Gouverneur in Osu Castle, dem Dienstsitz in Accra am 28. Februar 1948 vorgelegt wurde. Am Tag der Übergabe der Petition wurden vier Menschen bei Unruhen, den sogenannten Accra-Riots, getötet. Ein English Senior Police Officer wurde erschossen und drei weitere ehemalige Angehörige der Sicherheitsdienste, Sgt. Adjetey, Corporal Attipoe und Private Odartey Lamptey an einer Kreuzung in Osu, einem Stadtteil in Accra, wurden ermordet.
Zwei Wochen nach dem Tod der vier Menschen wurden am 6. März 1948 sechs führende Mitglieder der UGCC, unter ihnen Ako-Adjei zwischen den Jahren 1948 bis 1952 wegen Aufruhr vom Gouverneur in Haft genommen. Neben Dr. Ako-Adjei wurden Dr. Danquah, Dr. Kwame Nkrumah, Obetsebi-Lamptey, Edward Akufo-Addo und William Ofori-Atta inhaftiert. Diese Verfechter der Unabhängigkeit Ghanas und führende Politiker auf dem Weg Ghanas in die Unabhängigkeit werden auch The Big Six genannt.
Er war Verleger der Tageszeitung The African National Times zwischen September 1948 und Januar 1952. Ebenso ist er verantwortlich für die Zeitung The Star of Ghana, die er zwischen November 1948 und Januar 1952 verlegte.
Nach der Entlassung wurden die Big Six in die Northern Territories, also in den vergleichsweise wenig erschlossenen Norden der Kolonie, ins Exil geschickt. Der Gouverneur wollte damit Ruhe in die Unabhängigkeitsbewegung bringen, erreichte jedoch eher eine gegenteilige Wirkung. Die Bevölkerung verehrte die Exilanten.
Nkrumah trennte sich von der UGCC und gründete seine eigene Partei, die Convention People’s Party (CPP) am 12. Juni 1949. Auch Ako-Adjei folgte ihm später in die CPP und verließ die UGCC.

## Karriere als Politiker
Unter Präsident Kwame Nkrumah wurde Ako-Adjei in den frühen Jahren des neu gegründeten Staates Ghana erster Außenminister des Landes in den Jahren 1959 bis 1960 vor Gründung der Ersten Republik jedoch schon nach der Unabhängigkeit und erneut von 1961 bis 1962 in der Ersten Republik Ghanas. Nkrumah und Ako-Adjei verband bereits seit den Dreißiger Jahren eine enge persönliche Freundschaft, die in der Studentenzeit an der Lincoln-Universität begann.
Er hatte auch weitere Ministerialposten inne. So war Ako-Adjei Minister für Handel und Arbeit, Innenminister und Justizminister. Im Jahr 1957 wurde er als Mitglied der CPP erster Innenminister des Landes nach der Unabhängigkeit von Großbritannien, jedoch vor Gründung der Republik.

## Politischer Häftling
Ako-Adjei war 1962 Minister im Kabinett Nkrumahs. Am 1. August 1962 kehrte Präsident Nkrumah von einem Treffen aus Tenkudugu mit dem Präsidenten des damaligen Obervolta (heute Burkina Faso) Maurice Yaméogo nach Ghana zurück. In Kulungugu, in der Upper Region Ghanas wurde ein Bombenattentat auf Nkrumah versucht, schlug jedoch fehl. Nkrumah machte Mitglieder seiner eigenen Regierung, unter ihnen auch Ako-Adjei verantwortlich.
Ako-Adjei traf sich privat am Mittwoch, dem 29. August 1962 im Hafen von Tema mit Dr. Okechukwu Ikejiani, einen alten Freund aus Studientagen von der Lincoln-Universität, (Pennsylvania), USA, der sich zu Besuch eingefunden hatte. Während des Mittagessens mit diesem Gast wurde Ako-Adjei durch eine Polizeieinheit in Haft genommen ohne Angaben von Gründen.
Erst in den Zellen für verurteilte Häftlinge im Nsawam Gefängnis der mittleren Sicherheitsstufe (Nsawam Medium Security Prison) wurden ihm die Vorwürfe mitgeteilt. Er war der Verschwörung zum Hochverrat und Hochverrat mit vier weiteren Personen, Robert Benjamin Otchere, Joseph Yaw Manu (Executive Secretary der CPP), Tawiah Adamafio, dem damaligen Außenminister und damit zweithöchsten Regierungsmitglied sowie Horatius Cofie Crabbe, der Minister für Information beschuldigt worden.
Die Inhaftierung steht unter anderem nach dem Bericht der Nationalen Versöhnungskommission in Zusammenhang dem Attentat auf Nkrumah in Kulungugu.
Eine Verhandlung vor einem Sondergericht (Special Court) unter dem Vorsitz von K. Arku Korsah, dem Obersten Richter (Chief Justice) sowie Richter W. B. van Lare und Richter E. Akufo-Addo, beides Richter am Obersten Gerichts (Supreme Court), wurde zwischen dem 9. August 1963 und dem 28. Oktober 1963 abgehalten. Am Montag, den 9. Dezember 1963 wurden Ako-Adjei sowie Tawiah Adamafio und Haratius Hugh Cofie Crabbe wegen aller Anklagepunkte freigesprochen.
In den Medien wie auch in der Bevölkerung stieß das Urteil auf starke Kritik, sogar ein Protestmarsch zum Obersten Gericht (Supreme Court) wurde organisiert, unter anderem von der CPP, des Trades Union Congress of Ghana und anderen Organisationen wie der Organisation der Marktfrauen.
Trotz des Freispruchs erfolgte keine Entlassung aus der Haft. Auf Weisung von Präsident Kwame Nkrumah wurden die Männer wieder im selben Gefängnis inhaftiert. Bereits am 11. Dezember 1963, also zwei Tage nach dem Freispruch, erklärte Nkrumah den ganzen Prozess für nichtig und erließ einen Befehl, der die Richter des Sondergerichts gegen Ako-Adjei und die anderen aus dem Amt entfernte. Die Erklärung der Nichtigkeit des Prozesses wurde über einen Rechtsakt der Exekutive(Executive Instrument) erreicht, dem Special Criminal Devision Rechtsakt (E.I. 161 aus dem Jahr 1963).
Der Oberste Richter Arku Korsah trat von seinem Amt unter dem Druck Nkrumahs freiwillig zurück. Erst im Jahr 2004 veröffentlichte die Nationale Versöhnungskommission (National Reconciliation Commission) einen Bericht, der diesen erzwungenen Rücktritt und die Amtsenthebungen als Menschenrechtsverletzungen sowie die Inhaftierung der Freigesprochenen offiziell benannten.
Nkrumah erließ ein Gesetz (Criminal Procedure Code), das ihm erlaubte eine weitere Anklage gegen die drei freigesprochenen Häftlinge, also auch Ako-Adjei zu erheben. Er erließ einen Befehl, nach dem die drei Freigesprochenen einem weiteren Sondergericht zugeführt werden sollten, eingesetzt von Nkrumah. In dieses Sondergericht wurde der neue Oberste Richter (Chief Justice) J. Sarkodee-Adoo als Vorsitzender berufen und eine Jury aus 12 Männern zusammengesetzt, die aus der Ideologischen Schule Nkrumahs kamen. Die ghanaische Rechtsanwaltskammer (The Ghana Bar Association) kritisierte das ganze Vorgehen des Präsidenten als schweren Verstoß gegen fundamentale Rechte in einer zivilisierten Gesellschaft.
Dieser zweite Prozess wurde teilweise unter Herstellung der Öffentlichkeit im Gebäude des Obersten Gerichts in Accra abgehalten und teilweise in Osu Castle in Accra, dem Regierungssitz. Die Öffentlichkeit und die Medien waren von den Verfahrensteil ausgeschlossen, der in Osu Castle abgehalten wurde.
Dr. Ako-Adjei wurde für schuldig befunden und mit den anderen Angeklagten zum Tode verurteilt. Im Prozess wurde dem Angeklagten Ako-Adjei, wie üblich, das letzte Wort gelassen. Er soll gesagt haben, dass er wisse, er sei unschuldig, lege jedoch, wenn die Jury ihn für schuldig befinde, die Sache in Gottes Hand.
Die Angeklagten wurden nach der Verurteilung zurück in Haft gebracht. Später wurde die Todesstrafe in eine zwanzigjährige Haftstrafe umgewandelt. Andere Quellen berichten, es sei von Anfang an lediglich eine lebenslange Freiheitsstrafe ausgesprochen worden.

## Nach dem Sturz Nkrumahs
Aus seiner Haft im Nsawam Gefängnis (Nsawam Medium Security Prison) wurde Ako-Adjei am 6. September 1966 entlassen durch eine Amnestie des National Liberation Council, das den Präsidenten in einem Militärputsch am 24. Februar 1966 abgesetzt hatte.
Nach seiner Entlassung widmete sich Ako-Adjei zunächst seiner Familie und seiner Tätigkeit als Anwalt.
Im Jahr 1978 wurde Ako-Adjei nach dem zweiten Militärputsch in Ghana vom Supreme Military Council zum Mitglied der Kommission gemacht, die eine Verfassung für die Dritte Republik Ghana ausarbeiten sollte.

## Ehrungen und Engagement
- 1948: Ako-Adjei gründete 1948 die La Bone Secondary School, Accra und war auch federführend bei der Gründung der Nungua Secondary School, in Nungua, Accra.
- 1962: Von seiner Alma Mater, der Lincoln-Universität wurde Ako-Adjei der Ehrendoktortitel in Rechtswissenschaften verliehen.
- 7. März 1997: Der höchste Orden und damit die größte nationale Ehrung der Republik Ghana erhielt Ako-Adjei als ihm den Star of Ghana (Officer of the Order of the Star of Ghana) durch den damaligen Präsidenten Jerry Rawlings zum Anlass des 40. Jahrestages der Unabhängigkeit verliehen wurde.
- Januar 1999: Ehrung der Ghana Bar Association (Rechtsanwaltskammer) für seine staatsmännischen Fähigkeiten.
- 11. Dezember 1999: Certificate of Honour der Labone Secondary School
- Dezember 1999: Millennium Excellence Award for Outstanding Statesman
- Juni 2000: Ehrung der Methodist Church Ghana durch Benennung der Konferenzhalle der Rev. Peter Kwei Dagadu Memorial Methodist Church in Osu, Accra.

## Familie
Ebenezer Ako-Adjei heiratete am 11. Dezember 1948 Theodosia Kutorkor in Kumasi, Ghana. Die Eheleute hatten vier gemeinsame Töchter.

## Bibliographie
- Autobiographie, The African Dream
- Life and work of George Alfred Grant